# كشتبان

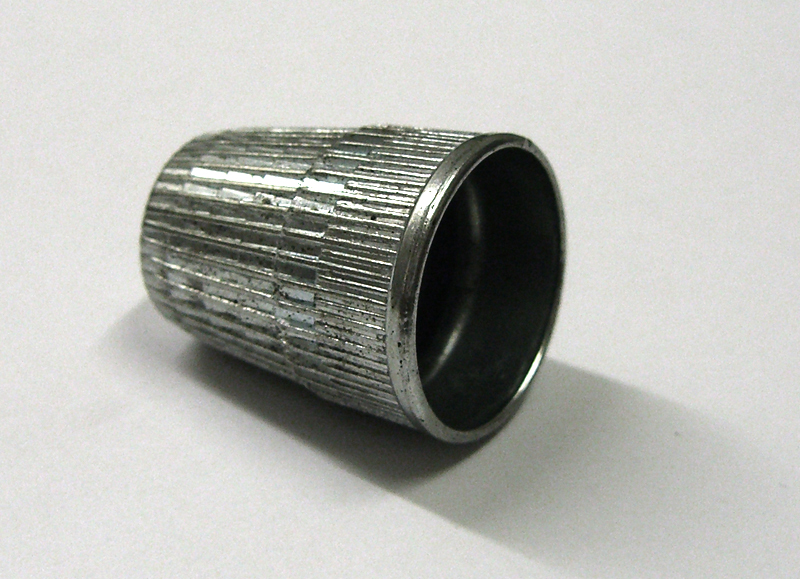
كُشْتِبَان.

الكُشْتِبَان أو قمع الخياط هو قِمَع يغطِّي طرف إصبع الخيّاط ليقيه وَخْز الإبر، وهي كلمة فارسية الأصل. وفي الموسيقى تعني قطعة من المعدن مفتوحة الاتجاهين وتستخدم للعزف على القانون. وتنطق في مصر بالسين عوضًا عن الشين.

## التأثيل
كلمة كشتبان كلمة معربة من الفارسية من كلمة انگُشتبان وتعني حافظ الإصبع المكونة من انگُشت أي الإصبع وبان أي حافظ.